# Together (musikgrupp)
Together bildades 1995 och var en popgrupp från Sveriges västkust. Deras största hit var Vänner, signaturmelodi till TV-serien Vänner och fiender, som sålde platina. Låten gick upp på förstaplatsen på topplistan vecka 9, 1997 och behöll den placeringen 6 veckor i rad..
John Ballard och Björn O. Stenström var drivande bakom att gruppen skapades. Även Ulf Ekberg från Ace of Base har varit involverad i gruppen. Together hade framgångar både i Sverige och utomlands, främst i Tyskland.

## Medlemmar
- Morgan (Mojje) Johansson
- Erik Törnblom
- Alban Herlitz

## Diskografi

### Album
- A day like this (1997)[3]
- Spår i sanden(1998)[4]

### Singlar
- Vänner
- Anyhow (1996)[5]
- Här står jag nu (1998)[6]
- Sommaren är över (1998)[7]